# Loewia submetallica
Loewia submetallica är en tvåvingeart som först beskrevs av Pierre Justin Marie Macquart 1855.
Loewia submetallica ingår i släktet Loewia och familjen parasitflugor. Arten är reproducerande i Sverige. Inga underarter finns listade i Catalogue of Life.